# Malin Åkerman
Malin Åkerman (Estocolm, 12 de maig de 1978) és una actriu, model i cantant sueca que ha intervingut en diferents pel·lícules. El seu nom de naixement és Malin Maria Åkerman.
Tot i néixer a Suècia, amb tan sols dos anys, la seva família va marxar a viure al Canadà. Als 17 anys va guanyar el concurs per a ser la model de l'empresa Ford d'aquell país nord-americà. Després de fer de model, va marxar a Califòrnia, als EUA, per treballar en el cinema i la televisió. Destaquen les seves aparicions a sèries de TV com Earth: Final Conflict, Relic Hunter amb Tia Carrera o The Comeback sèrie molt popular als EUA. En el món del cinema va debutar a The Skulls junt amb l'actor canadenc Joshua Jackson, després a The Utopian Society amb Samia Doumit i Austin Nichols i el 2006 estrenà The visiting on ha treballat amb Nicole Kidman.
Åkerman també és coneguda per ser la cantant del grup indie Ozono, que posteriorment va canviar el seu nom per The Petalstones.

## Joventut
Åkerman va néixer a Estocolm filla de la professora d'aeròbic i model a temps parcial Pia (née Sundström) i del corredor d'assegurances Magnus Åkerman. Quatre anys més tard, els seus pares es van divorciar i el seu pare es va traslladar a Suècia. Va ser criada com a budista. La seva mare es va divorciar de nou durant l'adolescència d'Åkerman. va assistir a moltes escoles diferents,Jacobs, A.J. (9 setembre 2009). "Malin Akerman: White House Home Wrecker". Esquire. Archived from the original on 3 gener 2014 inclosa l'escola secundària Sir Winston Churchill a St. Catharines, Ontario. Va visitar el seu pare a Falsterbo durant les vacances escolars i parlava amb ell regularment per telèfon. Ella cita els seus pares com a "influències positives i de suport" a la seva vida.
La mare d'Åkerman la va introduir en la carrera de model quan encara estava a l'escola primària. Als 16 anys, va ser descoberta per "Ford Models" en un centre comercial de St. Catharines. Va signar amb l'agència i més tard va guanyar un contracte amb l'empresa dermatologica. Aviat es va traslladar a Toronto mentre assistia al North Toronto Collegiate Institute i més tard a lAcadèmia Dante Alighieri. Als 18 anys, inspirada per la "impotència" que de vegades va sentir durant la seva infància, va decidir convertir-se en psicòloga infantil. Va donar suport a la seva educació fent models per a anuncis de televisió i dissenys de catàlegs. Mentre estudiava durant un any a la Universitat de York a Toronto, se li van oferir simultàniament papers de convidada a la televisió com a resultat de la seva exposició en anuncis publicitaris. Va veure els papers d'actriu com a noves oportunitats per pagar la seva educació, però es va trobar gaudint de la interpretació, i més tard va abandonar l'escola per convertir-se en actriu. Es va traslladar a Los Angeles el 2001 per seguir la seva carrera d'actriu a temps complet.

## Carrera
Åkerman va fer el seu debut com a actriu a la sèrie de ciència-ficció canadenca Earth: Final Conflict el 1997 en un paper menor, fent de robot. Originalment va aconseguir un paper en un pilot de MTV amb Rachel McAdams, però la cadena no va tirar endavant el projecte. L'any 2000 va protagonitzar Relic Hunter i va tenir un petit paper a la pel·lícula americana The Skulls (The skulls. Societat secreta). L'any següent va fer aparicions a les sèries Doc, Twice in a Lifetime i Witchblade. El 2001 es va traslladar a Los Angeles, Califòrnia, amb l'esperança de donar ales a la seva carrera d'actriu. Al principi, va treballar com a cambrera i es va allotjar a casa d'un amic i el 2002 va rebre un paper a la pel·lícula The Utopian Society. La pel·lícula va ser editada per Francesco Sondelli, guitarrista de la banda de rock alternatiu Ozono, que li demanà que ajudés a la banda amb la lletra de les cançons; més tard, també li va demanar que cantés. Åkerman es va convertir posteriorment en la cantant principal de la banda, que va canviar de nom per The Petalstones. L'àlbum debut de la banda, Stung, va ser llançat l'agost de 2005, però Åkerman finalment va marxar del conjunt per centrar-se en la carrera d'actriu. Ella descrigué la seva forma de cantar com "una mena de fet pròpia, autodidacta, si no pots-encertar-la-nota-cridar-la".
El 2004 va aconseguir un petit paper a la pel·lícula Harold & Kumar Go to White Castle, però va es va rumiar si tornar al Canadà, perquè la majoria de les seves audicions fracassaven. Aleshores va ser seleccionada per a un paper secundari com a Juna a la sèrie de televisió de HBO The Comeback, amb Lisa Kudrow en el paper principal. Kudrow interpretava una antiga estrella de comèdia que va intentava rellançar la seva carrera. L'aparició d'Åkerman al programa va cridar l'atenció dels mitjans de comunicació i va donar lloc a què se li oferissin més papers. Un any més tard, va protagonitzar un episodi de Love Monkey i dos episodis dEntourage. Abans que els episodis dEntourage s'emetessin, va aconseguir un paper a la pel·lícula de comèdia de 2007 The Brothers Solomon. La pel·lícula va ser un fracàs de taquilla i va rebre ressenyes força crítiques.
Åkerman signà per a un paper al costat de Ben Stiller a la comèdia The Heartbreak Kid, dirigida pels Germans Farrelly, el 2006. Va interpretar Lila, l'esposa recentment casada amb el personatge de Stiller. La pel·lícula segueix la lluna de mel de la parella a Mèxic, on el personatge de Stiller s'enamora d'una altra dona i s'adona que el matrimoni va ser un error. Un "remake" de la pel·lícula de 1972 del mateix títol, es va estrenar l'octubre de 2007 amb crítiques generalment pobres, ja que els crítics la consideraven "ni tan atrevida ni tan divertida" com les pel·lícules anteriors dels directors. L'actuació d'Åkerman va obtenir crítiques més positives; Desson Thomson de The Washington Post la descrigué com una "fabulosa parella còmica" de Stiller, mentre que Roger Moore de Times Herald-Record va afirmar que ella l'havia superat. La pel·lícula va recaptar 14 milions de dòlars en el seu cap de setmana d'estrena als Estats Units, i va arribar a recaptar 127 milions de dòlars a tot el món.
El 2007, Åkerman es va unir al repartiment de 27 Dresses, una pel·lícula de comèdia romàntica dirigida per Anne Fletcher amb Katherine Heigl al paper principal. La pel·lícula segueix el personatge d'Heigl, Jane, que sempre ha estat la dama d'honor i somia amb el seu propi casament, i Åkerman hi va interpretar la germana de Jane, Tess. La pel·lícula es va rodar durant l'estiu de 2007, i es va estrenar el gener de 2008 amb una recepció poc entusiasta de la crítica, ja que es va considerar un "clixé i sobretot oblidable". La pel·lícula va tenir més èxit comercial, amb una recaptació de 160 milions de dòlars EUA. Åkerman va interpretar el paper principal a Bye Bye Sally, un curtmetratge dirigit per Paul Leyden i basat en el conte de Lisa Mannetti Everybody Wins. La pel·lícula es va estrenar al Newport Beach Film Festival de 2009.

## Avenç amb Watchmen (2009–2011)

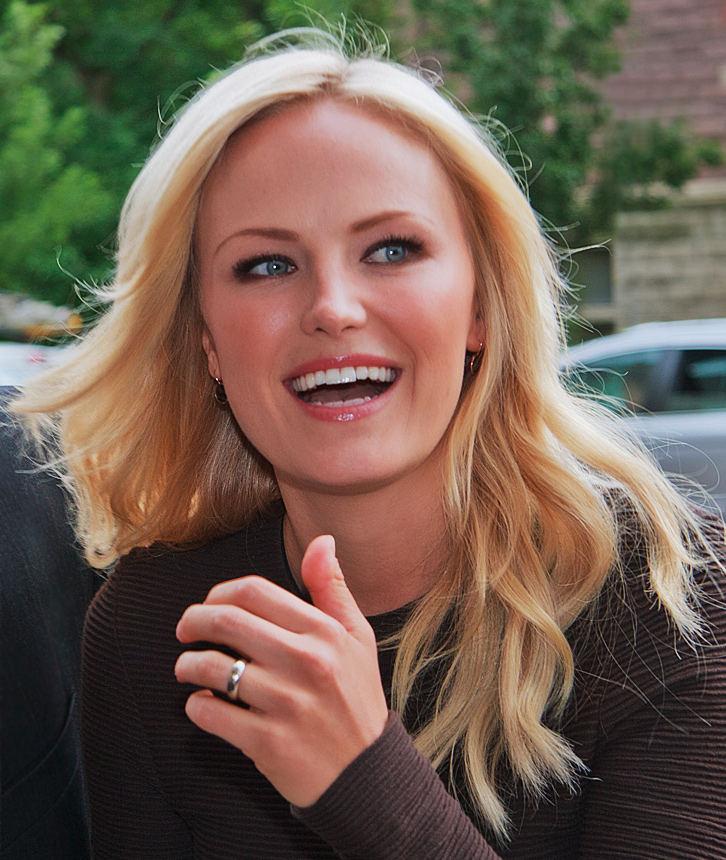
Malin Akerman el 2010 al festival de Toronto

El 2009, Åkerman va interpretar Silk Spectre II a la pel·lícula de superherois Watchmen, una adaptació de la novel·la gràfica homònima d'Alan Moore. Dirigida per Zack Snyder, el llargmetratge està ambientat en una realitat alternativa el 1985 on un grup de vigilants jubilats investiguen una aparent conspiració contra ells. Snyder va afavorir Åkerman per sobre d'altres actrius més conegudes, ja que sentia que no podien jugar en un paper tan seriós. Åkerman va assajar amb "mesos d'entrenament dur" i va seguir una dieta molt estricta. Portava una perruca morena, talons alts i un vestit de làtex incòmode, que proporcionava poca protecció quan feia acrobàcies, i sovint es feia contusions durant el rodatge. Åkerman va declarar que el seu personatge porta l'emoció de la pel·lícula ja que és l'única dona entre diversos homes. Estrenada al febrer de 2009, la pel·lícula va rebre crítiques generalment favorables, i va ser un èxit comercial, amb una recaptació de 185 milions de dòlars a tot el món. Encara que Åkerman va ser nominada al Premi Saturn a la millor actriu secundària per la seva actuació a la pel·lícula, els crítics van ser generalment negatius cap a la seva interpretació. També va rebre nominacions per a un Premis Teen Choice i dos Scream Awards.
Åkerman va aparèixer a la pel·lícula de comèdia romàntica de 2009 The Proposal, protagonitzada per Sandra Bullock i Ryan Reynolds en els papers principals. Åkerman va tenir un paper secundari com a Gertrude, l'exnúvia del personatge de Reynolds. Tot i que la pel·lícula va rebre crítiques diverses, va arribar a recaptar 317 milions de dòlars a tot el món. També el 2009, Åkerman va protagonitzar la pel·lícula de comèdia Tot inclòs, al costat de Jon Favreau i Vince Vaughn. La pel·lícula segueix quatre parelles mentre viatgen a una illa tropical per fer teràpia de parella. Åkerman va interpretar a Ronnie, l'esposa del personatge de Vaughn. Li va agradar interpretar a una mare per primera vegada i va intentar que el seu personatge fos el més veraç possible. La pel·lícula es va estrenar als cinemes l'octubre de 2009 i va recaptar 34 milions de dòlars en el seu cap de setmana d'obertura als Estats Units, entrant en el primer lloc a la taquilla, i va totalitzar 171 milions de dòlars a tot el món. La recepció de la pel·lícula va ser principalment negativa, encara que l'actuació d'Åkerman va tenir reaccions més positives.

El 2010, Åkerman va protagonitzar el rol d'Annie a la pel·lícula de comèdia dramàtica dirigida per Josh Radnor Happy, Happy. Thank You. More. Please.. Com que el seu personatge té alopècia, Åkerman es va afaitar les celles i va portar una gorra de calb per cobrir-se els cabells. Originalment li van oferir un paper diferent, però va sentir que volia interpretar a Annie perquè era diferent dels seus papers anteriors. La pel·lícula es va estrenar al Festival de Cinema de Sundance el gener de 2010 i va rebre un premi del públic pel drama favorit dels Estats Units. Les crítiques es van polaritzar, però Åkerman va rebre elogis. Més tard, el 2010, va protagonitzar l'episodi How I Met Your Mother "The Wedding Bride", i es va unir al repartiment de la sèrie de comèdia Adult Swim Childrens Hospital. Interpretant el paper de la promiscua Dra. Valerie Flame, Åkerman es va unir durant la segona temporada de la sèrie juntament amb Henry Winkler. La sèrie era originalment una sèrie web i Åkerman va acceptar el paper després de veure diversos episodis web.
| « | Va ser totalment el meu carreró, el meu tipus d'humor. | » |

va dir sobre la sèrie. El mateix any, va fer un paper secundari a la pel·lícula de comèdia romàntica The Romantics amb Katie Holmes, Josh Duhamel i Anna Paquin. La pel·lícula es va estrenar el setembre de 2010 amb un llançament limitat a crítiques generalment negatives.
El 2010, va protagonitzar la pel·lícula de comèdia Elektra Luxx de Sebastian Gutiérrez al costat de Carla Gugino i Joseph Gordon-Levitt. La pel·lícula és una seqüela de Women in Trouble de 2009. Åkerman va interpretar a Trixie, una empleada de drogueria incòmode que s'enamora del personatge de Gordon-Levitt, que al seu torn està obsessionat amb el personatge de Gugino, una estrella porno retirada. A Åkerman se li va oferir el paper durant una projecció de Women in Trouble. La pel·lícula es va estrenar el març de 2011 en estrena limitada i va rebre crítiques generalment desfavorables; els crítics van rebutjar les seves nombroses trames secundàries i la van qualificar de "comèdia sexual estranya". A continuació, Åkerman va protagonitzar el paper femení principal a la pel·lícula The Bang Bang Club, que segueix un grup de joves periodistes fotogràfics a Sud-àfrica durant les etapes finals de l'apartheid. Åkerman va interpretar a Robin Comley, un editor de fotos de diaris. La pel·lícula es va estrenar durant el Festival Internacional de Cinema de Toronto de 2010 amb crítiques diverses de la premsa. L'any 2010, Åkerman es va inscriure per participar en el nouvingut Aaron Harvey's Catch .44, una pel·lícula de drama i thriller amb Forest Whitaker i Bruce Willis en els papers principals masculins. La pel·lícula va ser generalment ignorada tant pels crítics com pels espectadors del cinema.

## Més treballs de cinema i televisió (2012-2014)
Åkerman va tenir un paper secundari a la pel·lícula de comèdia Wanderlust del 2012, amb Jennifer Aniston i Paul Rudd. La pel·lícula se centra en una parella amb excés de treball que acaben en una comuna quan intenten frenar les coses. Åkerman va interpretar Eva, una dona de la comuna. La pel·lícula va rebre crítiques mixtes i positives de la crítica, que estaven dividides pel que fa al seu humor, però finalment van elogiar el repartiment. Wanderlust va tenir un rendiment inferior a la taquilla, guanyant poc més de 20 milions de dòlars a tot el món durant la seva actuació teatral. Åkerman va aparèixer a la pel·lícula de comèdia The Giant Mechanical Man, que es va estrenar al Festival de Cinema de Tribeca l'abril de 2012 amb una mitjana de crítiques.
Va tenir un paper secundari a la pel·lícula musical de rock Rock of Ages de 2012, basada en la producció escènica del mateix nom. Va interpretar a Constance Sack, una periodista que entrevista el personatge de Tom Cruise, Stacee Jaxx. Va contractar un professor vocal ja que el seu paper l'obligava a cantar; ella i Cruise van gravar un duet de "I Want to Know What Love Is" de Foreigner (1984). El duet apareix a la banda sonora, que va assolir el cinquè lloc del Billboard 200 i va vendre 320.000 còpies als Estats Units. Tot i que la pel·lícula va tenir una recaptació menor del que s'esperava, el seu primer cap de setmana als Estats Units es va convertir en el tercer més alt de la història per una adaptació d'una producció escènica.
Åkerman va interpretar al costat de Nicolas Cage a la pel·lícula d'acció de robatori bancari del 2012 Stolen. La pel·lícula va rebre crítiques negatives de la crítica i va ser bombardejada a la taquilla. A continuació, Åkerman va aparèixer a la pel·lícula policial Hotel Noir (2012), la pel·lícula de comèdia de terror Cottage Country (2013) i el thriller d'acció The Numbers Station (2013), totes elles criticades per la crítica. El 2013, Åkerman va interpretar Debbie Harry a la pel·lícula CBGB de Randall Miller. La pel·lícula va rebre una estrena limitada a les sales i va rebre crítiques negatives a la premsa. Durant aquest temps, va tenir diversos papers com a convidada a la televisió, incloses les sèries Newsreaders, Robot Chicken i Welcome to Sweden. De 2012 a 2013, va tenir un paper recurrent a la sèrie de comèdia d'ABC Suburgatory com Alex, la mare absent del personatge principal Tessa. Åkerman també va participar en la sèrie de comèdia Burning Love (2012), que va parodiar la sèrie de realitat The Bachelor.
Del 2013 al 2014, Åkerman va ocupar el paper principal a la comèdia d'ABC Trophy Wife. Va interpretar a Kate Harrison, la tercera esposa del personatge de Bradley Whitford. Marcia Gay Harden i Michaela Watkins van protagonitzar les dues exesposes de Whitford. Åkerman també va exercir de productor. Inicialment es va desanimar pel títol, "Vaig veure el títol i vaig dir: 'Però, no, no faig de dona de trofeu!'" Tanmateix, va canviar d'opinió després de llegir el guió; li agradava l'escriptura i com el personatge no és en realitat una dona de trofeu. El productor executiu Lee Eisenberg va dir que el títol era "sempre pensat per ser irònic". La sèrie va rebre crítiques positives de la crítica, que van elogiar la química entre els actors. Åkerman va rebre elogis de la crítica per la seva actuació; Gabriel Mizrahi, de The Huffington Post, va considerar que la seva interpretació era "genial", i Matt Webb Mitovich de TVLine va opinar que "no menys que brilla aquí, semblant apassionada de la diversió però no escamosa, càlida i no sobreescalfada". Diversos crítics de televisió la van anomenar una de les millors comèdies de situació noves del 2013, i alguns van criticar el seu títol per confondre l'audiència suggerint que tracta d'alguna cosa que no és. Willa Paskin, de Slate, va considerar el títol "terrible" i "un insult al seu encantador personatge principal". Les crítiques també es van dirigir a ABC per donar a la sèrie una franja horària deficient.Trophy Wife es va emetre durant una temporada abans de la seva cancel·lació.

## Últims treballs
Åkerman va ser un membre principal del repartiment de Yahoo! Screen La sèrie de comèdia de curta durada de Screen Sin City Saints (2015), que va durar una temporada de vuit capítols. Va retratar Dusty Halford, l'advocat de l'equip de bàsquet homònim. Åkerman va protagonitzar la pel·lícula de comèdia dramàtica de Brett Haley I'll See You in My Dreams (2015) amb Blythe Danner. La pel·lícula es va estrenar al Festival de Cinema de Sundance de 2015 amb crítiques positives. També el 2015, va protagonitzar la pel·lícula de comèdia slasher The Final Girls amb Taissa Farmiga. La pel·lícula segueix un grup d'estudiants de secundària que són transportats a una pel·lícula slasher. La pel·lícula va rebre crítiques generalment favorables per part dels crítics, que van assenyalar la seva "sorprenent capa d'emoció genuïna" enmig de "la meta diversió". Åkerman va ser nominada al premi "Fangoria Chainsaw" a la millor actriu secundària per la seva actuació.
Åkerman va actuar en dos llargmetratges el 2016, Misconduct i The Ticket, tots dos van rebre un llançament limitat. La recepció crítica de Misconduct va ser generalment negativa, mentre que The Ticket va atreure crítiques diverses. L'actuació d'Åkerman en aquest últim, com l'esposa d'un cec que va recuperar la vista, va tenir una acollida positiva. El mateix any, Åkerman va protagonitzar al costat d'Orlando Bloom i Kate Micucci un episodi de la sèrie de comèdia i drama de Netflix Easy, una sèrie d'antologia amb episodis independents de diferents personatges que exploren les relacions. Des del 2016, Åkerman és un membre principal del repartiment de la sèrie dramàtica de Showtime Billions, interpretant el paper de Lara Axelrod, l'esposa del multimilionari gestor de fons de cobertura Bobby Axelrod, interpretat per Damian Lewis. A Åkerman li agrada interpretar el personatge a causa de la seva actitud de "sense tonteria". La sèrie ha rebut elogis de la crítica al llarg de les seves quatre temporades i es va renovar per a una cinquena temporada el maig de 2019. Åkerman va ocupar un paper recurrent per a la tercera temporada per acomodar-se a papers en altres projectes, que es va escriure a la història de la temporada 3 quan el seu personatge es converteix en l'exdona de Bobby Axelrod, cosa que li va permetre allunyar-se del programa sense fer enfadar els fans.

Åkerman va participar en la pel·lícula de monstres de ciència-ficció de Brad Peyton Rampage (2018), basada en la sèrie de videojocs del mateix nom, com Claire Wyden, la directora general d'una empresa responsable de la infecció i la mutació de diversos animals. Li agradava interpretar a un dolent per primera vegada, ja que era un "bon repte". Ella va dir: 
| « | <"No crec que tingués cap qualitat redemptora, però no crec que els personatges hagin de tenir qualitats redemptors. És molt divertit simplement gaudir de ser malvat".> | » |

 La pel·lícula es va convertir en un èxit comercial amb uns ingressos mundials de 428 milions de dòlars EUA, i va acabar sent la vint-i-una pel·lícula més taquillera del 2018. La recepció de la crítica va ser mixta, amb alguns crítics que van considerar que era un "èxit de taquilla sense cervell". El 2019, Åkerman va fer una aparició com a convidada a la sèrie de comèdia educativa de "Comedy Central Drunk History" on va interpretar l'acusada d'assassinat Beulah Annan. Åkerman va interpretar el paper de Grace Richmond, la mare del personatge de Liana Liberato, al drama de la majoria d'edat de Martha Stephens To the Stars (2019). La pel·lícula es va estrenar al Festival de Cinema de Sundance del 2019 amb crítiques positives dels professionals.
Åkerman va signar per a un pilot dramàtic de la NBC titulat Prism el febrer de 2019. El pilot, dirigit per Daniel Barnz, detalla un judici per assassinat explicat des de diferents perspectives de cada persona clau implicada, amb Åkerman com la defensora pública Rachel Lewis. NBC va transmetre el projecte el maig de 2019. Åkerman va interpretar el seu primer paper cinematogràfic de parla sueca a la pel·lícula musical "jukebox" En del av mitt hjärta, dirigida per Edward af Sillén i basada en la música del cantant suec Tomas Ledin. La pel·lícula es va estrenar el Nadal de 2019 a Suècia. També va protagonitzar The Sleepover, dirigida per Trish Sie per a Netflix. Åkerman va participar en la pel·lícula de comèdia Friendsgiving, dirigida per Nicol Paone en el seu debut com a directora. Åkerman també és productora del projecte. Va aparèixer en un episodi de la sèrie d'antologia d'AMC Soulmates, que es va estrenar el 5 d'octubre de 2020. El 2020, Åkerman va interpretar el paper principal d'Ally al pilot de comèdia de CBS The Three of Us, creat per Frank Pines.

## Vida personal
Després d'haver nascut a Suècia i criada al Canadà, Åkerman ha dit que té "sentiments conflictius" pels dos països. En una entrevista per a Toronto Star, va dir: 
| « | "Cada cop que estic al Canadà em sento més sueca, i cada vegada que estic a Suècia em sento més canadenca. Pertanyo als dos llocs i els estimo a tots per igual". | » |

 És una ciutadana sueca però no canadenca, sinó que té la residència permanent al Canadà. Es va convertir en ciutadana nord-americana l'octubre de 2018. A part de parlar amb fluïdesa en anglès i suec, també parla francès i espanyol.
Åkerman va conèixer el músic italià Roberto Zincone el 2003, quan ella era la cantant principal de The Petalstones, dels quals ell era el bateria.Jacobs, A.J. (9 setembre 2009). "Malin Akerman: White House Home Wrecker". Esquire. Archived from the original on 3 gener 2014 Normalment es socialitzaven després de la pràctica de la banda, utilitzant un diccionari ja que Zincone no podia parlar anglès.Jacobs, A.J. (9 setembre 2009). "Malin Akerman: White House Home Wrecker". Esquire. Archived from the original on 3 gener 2014 Finalment van començar a sortir i es van casar a Sorrento el juny de 2007. El 2013, van tenir un fill anomenat Sebastian Zincone. La parella es va separar el novembre de 2013 i Zincone va sol·licitar el divorci més tard. L'octubre de 2017, Åkerman va anunciar el seu compromís amb l'actor anglès Jack Donnelly. Es van casar a Tulum el desembre de 2018.
Inspirada per la seva educació budista, Åkerman té un tatuatge de flor de lotus a la part superior de l'esquena.Jacobs, A.J. (9 setembre 2009). "Malin Akerman: White House Home Wrecker". Esquire. Archived from the original on 3 gener 2014 També té una "Z" tatuada al canell dret, que va aconseguir honrar a Zincone quan es van casar.Jacobs, A.J. (9 setembre 2009). "Malin Akerman: White House Home Wrecker". Esquire. Archived from the original on 3 gener 2014

Åkerman ha revelat que és disléxica i que triga "molt temps" a aprendre les seves frases: 
| « | <"M'espanto quan he de fer lectures de taula amb tot el repartiment, perquè em ve molt tartamudeig, així que ha de fer molta preparació."> | » |

 Per això, prefereix improvisar les seves línies.

## Imatge pública
El 2006 va ser escollida entre les 100 dones més atractives per la revista For Him Magazine  Arxivat 2007-01-16 a Wayback Machine.
El 2008 va fer la seva primera aparició a la llista "99 Most Desirable Women" d'AskMen.com al número 60. El mateix any, la revista masculina Maxim la va col·locar al número 59 del seu rànquing anual "Hot 100". L'any següent la revista la va situar en el quart lloc.
El 2012 Åkerman va viatjar a Tanzània amb Opportunity International i des d'aleshores va començar a donar suport al seu treball de desenvolupament internacional, convertint-se en Jove Ambaixadora d'Opportunity el juny de 2012 i organitzant una recaptació de fons per a Opportunity l'octubre de 2012. Va servir menjar amb la seva companya actriu January Jones a l'esdeveniment anual d'Acció de Gràcies de la missió de Los Angeles el 2021.

## Filmografia

### Cinema
| Any  | Títol                             | Rol                               | Notes                               |
| ---- | --------------------------------- | --------------------------------- | ----------------------------------- |
| 2000 | The Skulls                        | Estudiant a l'apartament de Caleb |                                     |
| 2002 | The Circle                        | Tess                              |                                     |
| 2003 | The Utopian Society               | Tanci                             |                                     |
| 2004 | Harold & Kumar Go to White Castle | Liane                             |                                     |
| 2007 | The Invasion                      | Autumn                            | [ 148 ]                             |
| 2007 | The Brothers Solomon              | Tara Anderson                     |                                     |
| 2007 | The Heartbreak Kid                | Lila Cantrow                      |                                     |
| 2007 | Heavy Petting                     | Daphne                            | [ 149 ]                             |
| 2008 | 27 Dresses                        | Tess Nichols                      |                                     |
| 2009 | Bye Bye Sally                     | Sally Grimshaw                    | Curtmetratje                        |
| 2009 | Watchmen                          | Laurie Jupiter / Silk Spectre II  |                                     |
| 2009 | The Proposal                      | Gertrude                          |                                     |
| 2009 | Couples Retreat                   | Ronnie                            |                                     |
| 2010 | Happy. Thank You. More. Please.   | Annie                             |                                     |
| 2010 | The Romantics                     | Tripler                           |                                     |
| 2011 | Elektra Luxx                      | Trixie                            |                                     |
| 2011 | The Bang Bang Club                | Robin Comley                      |                                     |
| 2011 | Kaylien                           | Mom                               | Curtmetratje-                       |
| 2011 | Catch .44                         | Tes                               |                                     |
| 2012 | Wanderlust                        | Eva                               |                                     |
| 2012 | The Giant Mechanical Man          | Jill                              |                                     |
| 2012 | Rock of Ages                      | Constance Sack                    |                                     |
| 2012 | Stolen                            | Riley Jeffers                     |                                     |
| 2012 | Hotel Noir                        | Swedish Mary                      |                                     |
| 2013 | Cottage Country                   | Cammie Ryan                       |                                     |
| 2013 | The Numbers Station               | Katherine                         |                                     |
| 2013 | CBGB                              | Debbie Harry                      |                                     |
| 2015 | I'll See You in My Dreams         | Katherine Petersen                |                                     |
| 2015 | The Final Girls                   | Amanda Cartwright / Nancy         |                                     |
| 2015 | Unity                             | Narrator                          | Veu-                                |
| 2016 | Misconduct                        | Emily                             |                                     |
| 2016 | The Ticket                        | Sam                               |                                     |
| 2018 | Rampage                           | Claire Wyden                      |                                     |
| 2019 | To the Stars                      | Grace Richmond                    |                                     |
| 2019 | En del av mitt hjärta             | Isabella                          |                                     |
| 2020 | The Sleepover                     | Margot Finch                      |                                     |
| 2020 | Friendsgiving                     | Molly                             | També productora                    |
| 2020 | Chick Fight                       | Anna                              | També productora                    |
| 2022 | A Week In Paradise                | Maggie                            |                                     |
| 2023 | Ett sista race                    | Tove                              |                                     |
| TBA  | Slayers                           |                                   | Rodatge; També productora executiva |

### Televisió
| Any        | Títol                 | Rol                                   | Note                                                               |
| ---------- | --------------------- | ------------------------------------- | ------------------------------------------------------------------ |
| 1997       | Earth: Final Conflict | Avatar                                | Episodi: "Truth"                                                   |
| 2000       | The Others            | Diane Stillman                        | Episodi: "Pilot"                                                   |
| 2000       | Relic Hunter          | Elena                                 | Episodi: "Affaire de Coeur"                                        |
| 2001       | Twice in a Lifetime   | Ramona Dubois                         | Episodi: "Knockout"                                                |
| 2001       | Doc                   | Maddy Dodge                           | Episodi: "Face in the Mirror"                                      |
| 2001       | Witchblade            | Karen Bronte                          | Episodi: "Conundrum"                                               |
| 2005, 2014 | The Comeback          | Juna Millken                          | 15 episodis                                                        |
| 2006       | Love Monkey           | Kira Dungen                           | Episodi: "The One That Got Away"                                   |
| 2006       | Entourage             | Tori                                  | 2 episodis                                                         |
| 2010       | How I Met Your Mother | Movie Stella                          | Episodi: "The Wedding Bride"                                       |
| 2010–2016  | Childrens Hospital    | Dr. Valerie Flame / Ingrid Hagerstown | 42 episodis                                                        |
| 2012       | Burning Love          | Willow                                | 8 episodis                                                         |
| 2012, 2013 | Suburgatory           | Alex Altman                           | 3 episodis                                                         |
| 2013, 2014 | Newsreaders           | Ingrid Hagerstown                     | 2 episodis                                                         |
| 2013       | Robot Chicken         | Black Widow / Nerd's Niece            | Veu Episodi: "Robot Fight Accident"                                |
| 2013–2014  | Trophy Wife           | Kate Harrison                         | També productora 22 episodis                                       |
| 2014       | Welcome to Sweden     | Malin Åkerman                         | Episodi: "Breakups"                                                |
| 2015       | Lip Sync Battle       | Ella mateixa                          | Episodi: "Stephen Merchant vs. Malin Åkerman"                      |
| 2015       | Sin City Saints       | Dusty Halford                         | 8 episodis                                                         |
| 2016       | Easy                  | Lucy                                  | Episodi: "Utopia"                                                  |
| 2016       | Comedy Bang! Bang!    | Ella mateixa                          | Episodi: "Malin Åkerman porta una brusa negra i texans retallats"- |
| 2016–2019  | Billions              | Lara Axelrod                          | Paper principal (temporades 1-3); paper de convidada (temporada 4) |
| 2019       | Drunk History         | Beulah Annan                          | Episodi: "Femme Fatales"                                           |
| 2019       | Dollface              | Celeste                               | 5 episodis-                                                        |
| 2020       | Medical Police        | Dr. Valerie Flame                     | 3 episodis                                                         |
| 2020       | Ànimes bessones       | Martha                                | Episode: "Break on Through"                                        |

## Premis i nominacions
| Any  | Premi                    | Categoria                         | Treball nominat | Resultat  |
| ---- | ------------------------ | --------------------------------- | --------------- | --------- |
| 2009 | Golden Schmoes Awards    | Best T&A of the Year              | Watchmen        | Guanyador |
| 2009 | Teen Choice Awards       | Choice Movie Actress: Action      | Watchmen        | Nominat   |
| 2009 | Scream Awards            | Breakout Performance – Female     | Watchmen        | Nominat   |
| 2009 | Scream Awards            | Best Superhero                    | Watchmen        | Nominat   |
| 2010 | Saturn Awards            | Millor actriu secundària          | Watchmen        | Nominat   |
| 2015 | Fright Meter Awards      | Best Actress in a Supporting Role | The Final Girls | Nominat   |
| 2016 | Fangoria Chainsaw Awards | Best Supporting Actress           | The Final Girls | Nominat   |